# Толстой, Матвей Фёдорович
Граф Матвей Фёдорович Толстой (1772—1815) — тайный советник, действительный камергер, сенатор.

## Биография
Родился 29 марта (9 апреля) 1772 года — сын графа Фёдора Матвеевича Толстого.
Был произведён в действительные статские советники 3 января 1797 года, в тайные советники — 1 января 1809 года. С 1 сентября 1812 года — сенатор.
Умер «от горячки» 23 ноября (5 декабря) 1815 года; по сведениям Петербургского некрополя — «20 ноября 1815, в 10 часов по-полуночи»; похоронен на Лазаревском кладбище Александро-Невской лавры.

## Семья
Жена — Прасковья Михайловна (1777—1844), дочь Михаила Илларионовича Голенищева-Кутузова. Их дети:
- Илларион Матвеевич (28.05.1798—18.01.1821), окончил Пажеский корпус (1817), прапорщик лейб-гвардии Преображенского полка, умер молодым, бездетный.
- Фёдор Матвеевич (19.06.1799—23.12.1821), окончил Пажеский корпус (1817), поручик лейб-гвардии кирасирского Е.И.В. полка (23.9.1821), умер молодым.
- Павел Матвеевич (20.11.1800—27.02.1883), адъютант императора, генерал-майор.
- Николай Матвеевич (08.02.1802—25.12.1879), генерал от инфантерии, генерал-адъютант.
- Гавриил Матвеевич (23.07.1803—1848), штабс-капитан лейб-гвардии Преображенского полка, в отставке по семейным обстоятельствам с 1830 года.
- Иван Матвеевич (20.03.1806—21.09.1867), сенатор; родоначальник новой графской ветви Толстых, дошедшей наших дней.
- Анна Матвеевна (09.01.1809—18.01.1897), фрейлина вел кн. Елены Павловны; с 1838 года замужем за троюродным братом князем Леонидом Михайловичем Голицыным (1806—1860).
- Феофил Матвеевич (06.06.1810—20.02.1881), музыкальный критик и композитор.
- Екатерина Матвеевна (27.03.1814[5]—17.12.1898), девица.
- Григорий Матвеевич (25.01.1816 — 23.02.1870) — инженер-генерал-майор путей сообщения.